# Оборонна вулиця (Луганськ)
Ву́лиця Оборо́нна (офіційно Оборонная) — одна з головних вулиць Луганська. Нумерація будинків починається від вул. Радянської. Закінчується біля Гострої Могили.

## Історичний огляд

Біля педінституту. 1960-ті

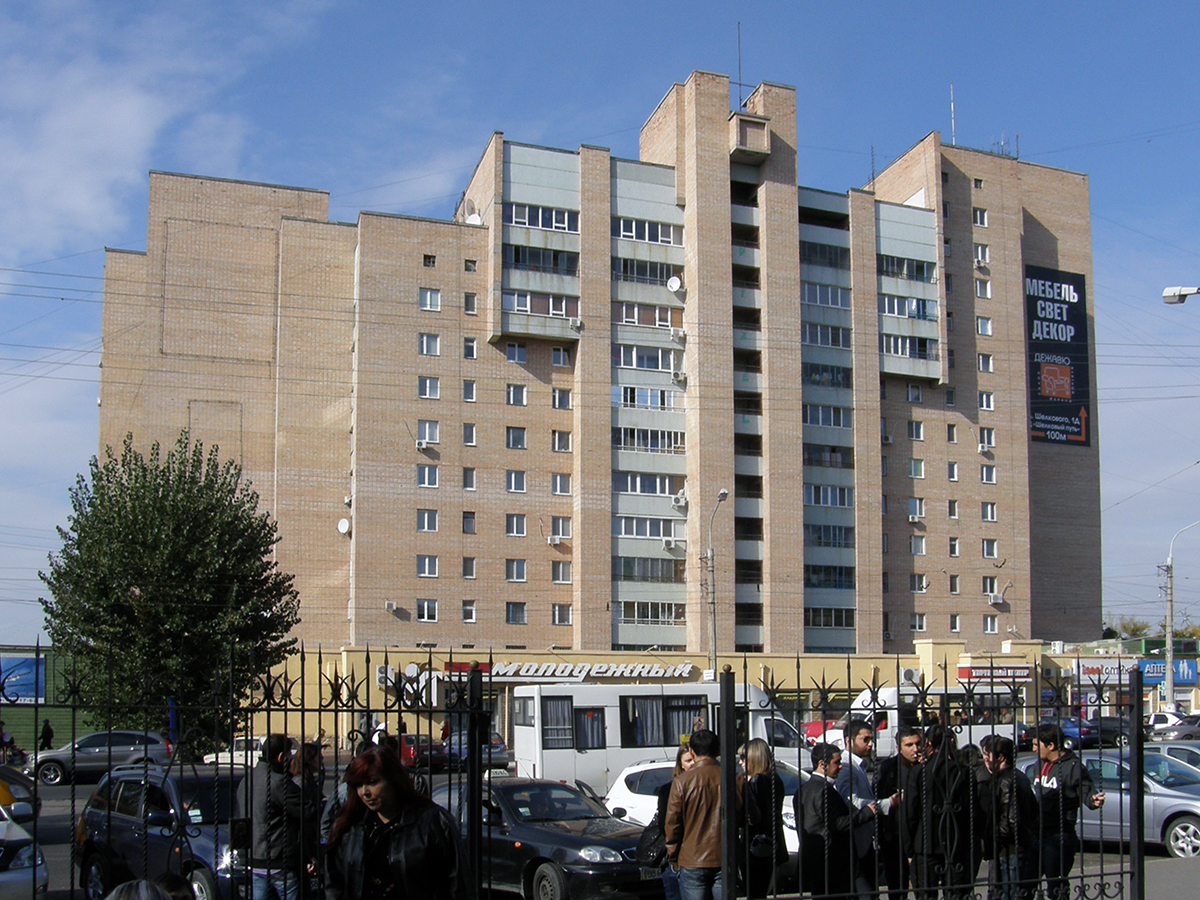
МЖК (молодіжний житловий комплекс)

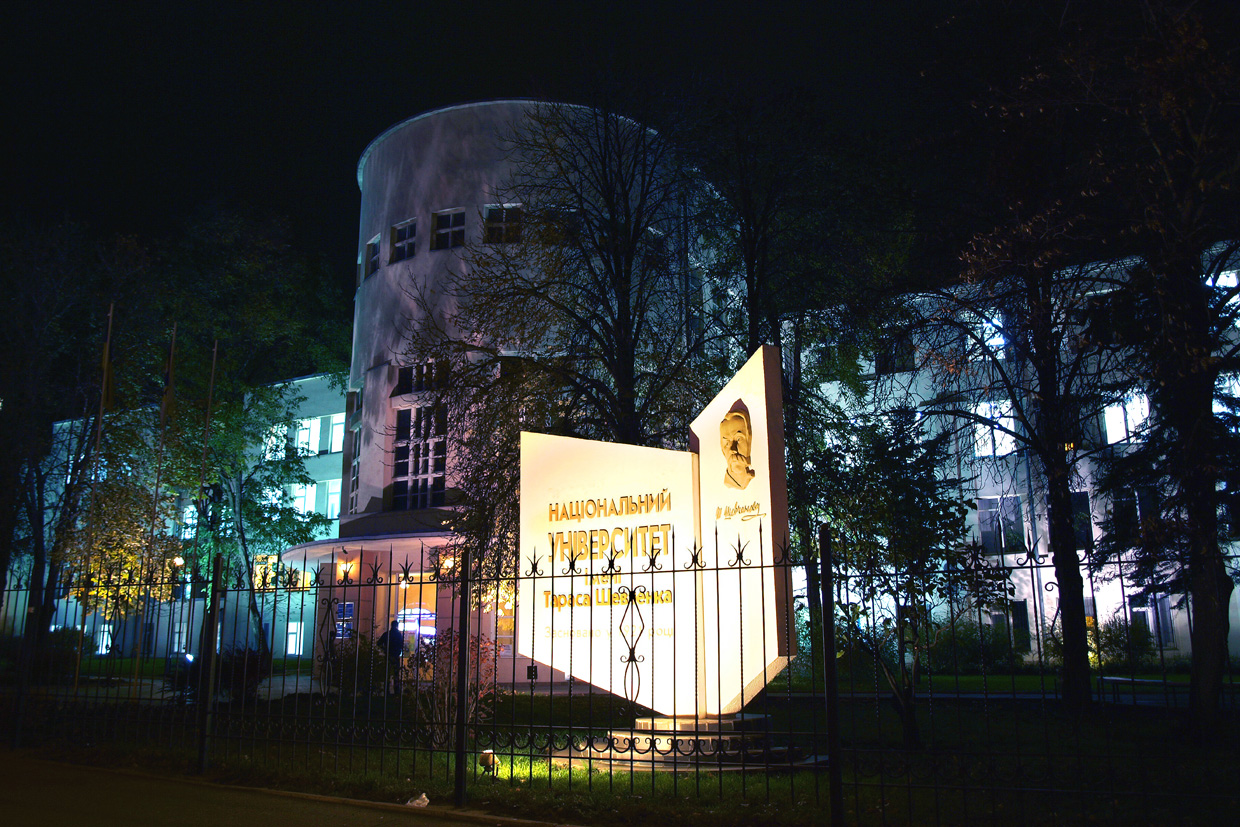
Луганський національний університет імені Тараса Шевченка

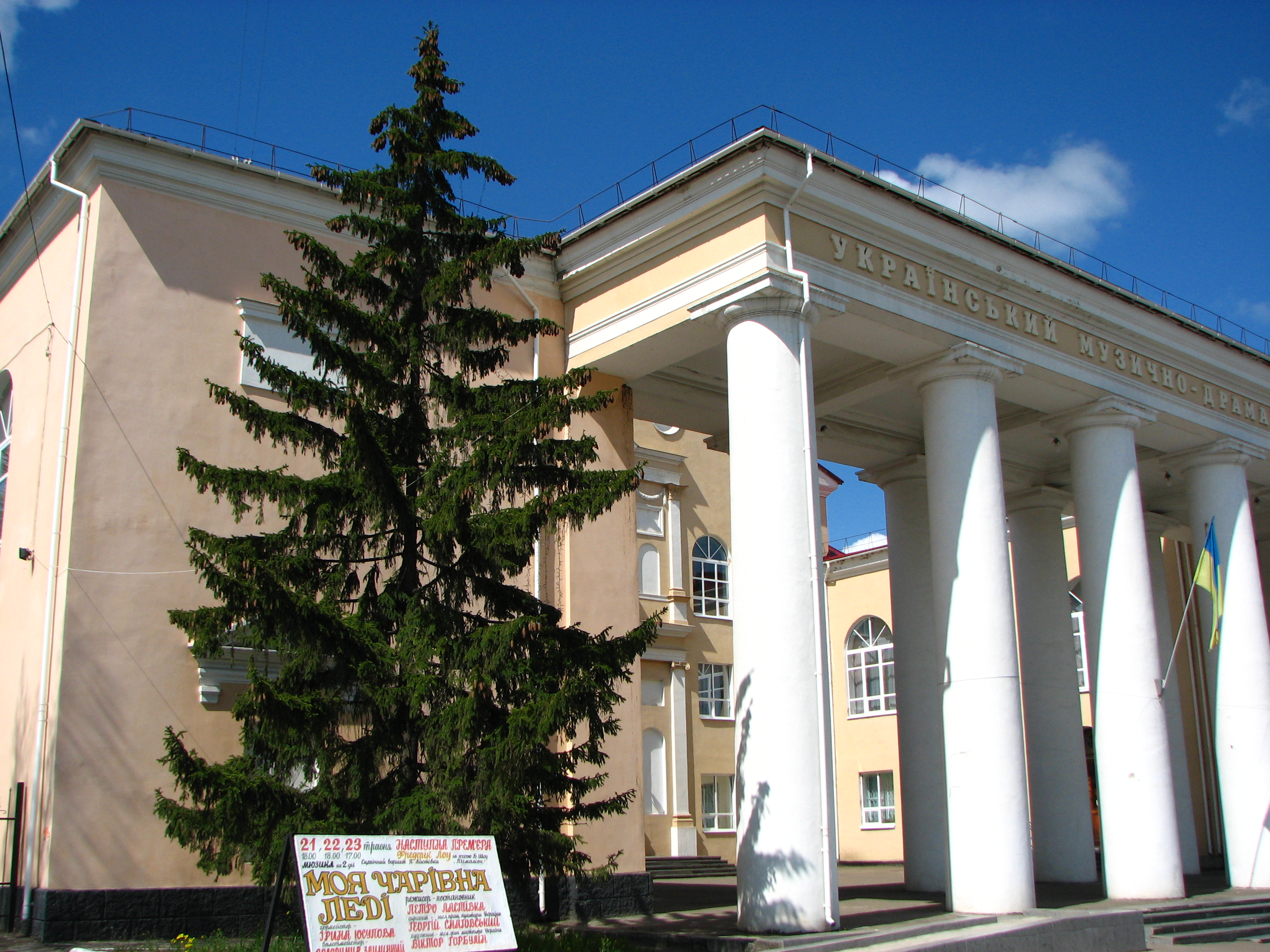
Український музично-драматичний театр

Борцям за комунізм

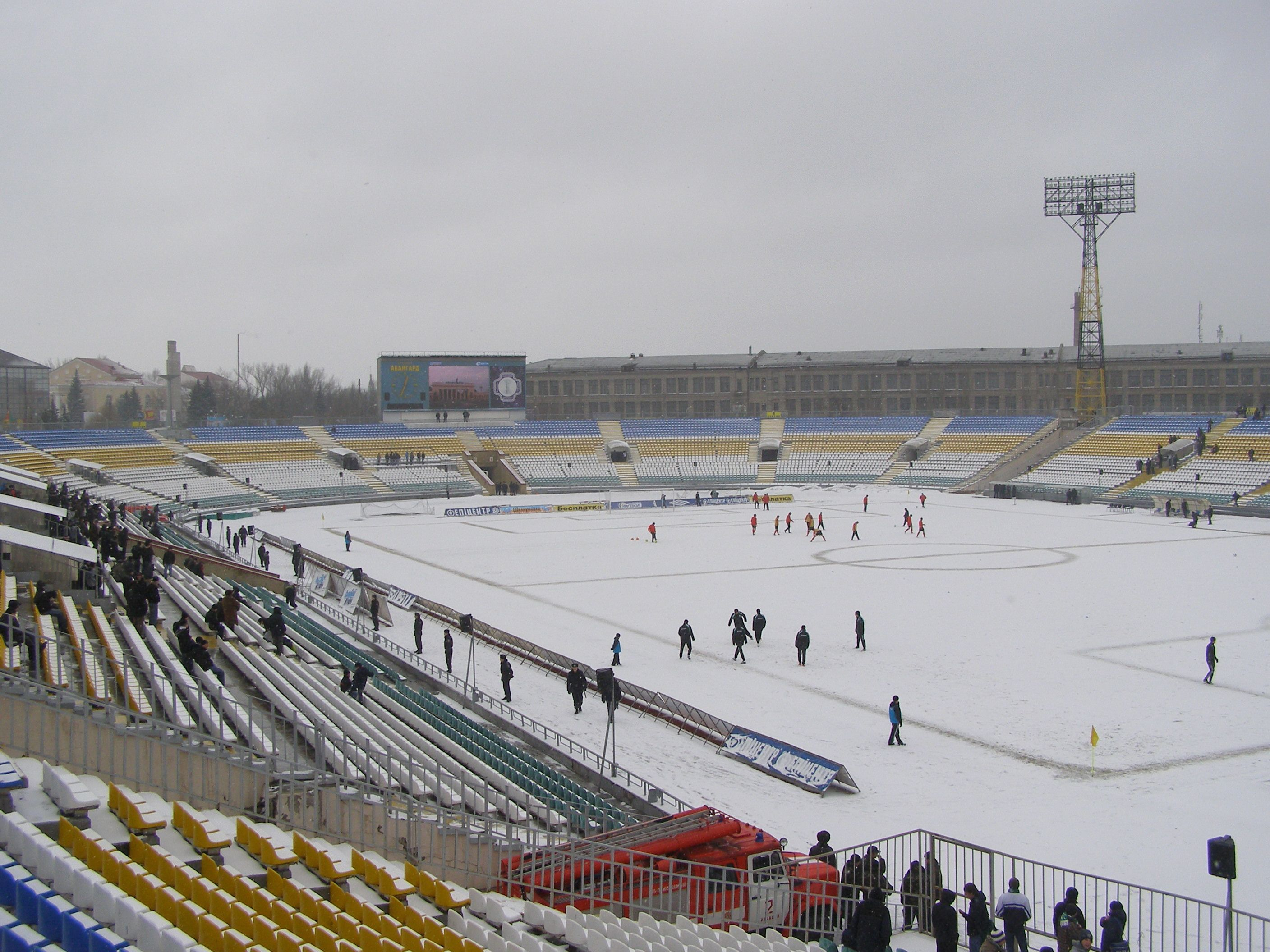
Стадіон «Авангард»

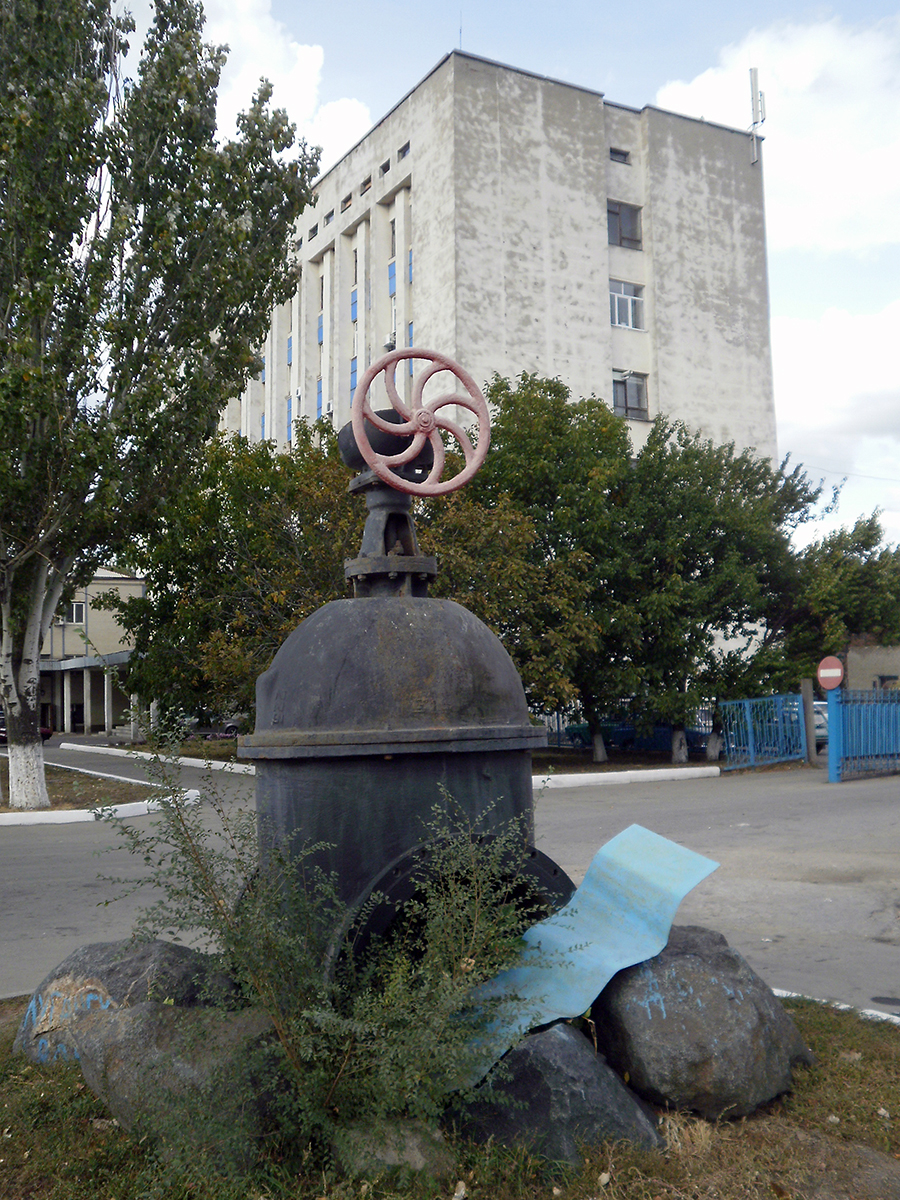
водоканал

У 1919 році луганці витримали оборону Луганська під тиском білогвардійців. Події Громадянської війни радянська влада увічнила у топоніміці міста: квартал 50-річчя оборони Луганська, площа Оборони, а також вул. Оборонна.
Завдяки розповіді радянського письменника Тараса Рибаса народилась одна з найвідоміших місцевих легенд радянської доби про «живий ланцюг» людей, які передавали снаряди з патронного заводу до Гострої Могили. Ця відстань становить понад 9 км. Тобто, щоб утворити такий ланцюг потрібно понад 4,5 тис. осіб. Тим не менше, вулиця, якою пролягала дорога до Гострої Могили, місця запеклих боїв з денікінцями, була названа Оборонною.
У 1924 році місто за проявлений героїзм у Громадянській війні було нагороджено орденом Червоного Прапора.
Забудова вулиці почалась у 1920-х роки. У 1929 році свої двері відчинив Луганський національний університет імені Тараса Шевченка. У 1930-х роках з'явився палац культури (тепер Український музично-драматичний театр).

## Опис
На вулиці знаходяться:
- завод «Луганські акумулятори»
- міськводоканал
- луганська митниця
- Луганський національний університет імені Тараса Шевченка
- Професійне кулінарне училище
- Будівельне училище
- Луганське обласне управління фізичного виховання та спорту
- басейн «Юність»
- міський автовокзал (1977 рік)
- Український музично-драматичний театр
- стадіон «Авангард», відкритий у березні 1951 році
- кінотеатр «Україна»
- торговельні центри
- автосалони
- Меблева фабрика
- магазин-склад «Спорттовари»
- оптовий ринок (на місці колишнього таксопарку)
- готель «Турист»

## Пам'ятники
У 1961 року біля будівлі інституту УкрНДІгідровугілля був відкритий пам'ятник на честь шахтарів гідромоніторшиків. На постаменті стоїть фігура гірняка у робочому костюмі з гідромонітором у руках. Скульптори — В. Мухін, М. Можаєв, П. Кізієв.
У 1967 році був установлений пам'ятник Ф. Дзержинському (скульптори В. Федченко і М. Бунін, архітектор Б. Челомбитько). Згодом у сквері поставлений пам'ятник загиблим прикордонникам.
На міському цвинтарі з 1975 року знаходиться Братська могила радянських воїнів, загиблих під час визволення Ворошиловграда у лютому 1943 року.
У районі автовокзала установлений пам'ятник воїнам-визволителям.
Біля українського театру височіє стела з тавтологічним надписом: «Борцям за комунізм, що боротьбу пізнали».

## Трамвайна лінія
6 листопада 1935 року вулицею пустили трамвай № 5.
У 1937 року введено нову лінію до Гострої Могили. Лінія частково використала залізничну гілку до авіашколи. Окремою від неї трамвайна лінія стала уже наступного року. Пущений трамвай № 9.
4 листопада 1953 року продовжена лінія маршрутів № 5 і № 6 до Меблевої фабрики.
4 листопада 1965 року до автовокзалу пущений маршрут № 13.
8 травня 1973 року від автовокзалу пустили трамвай № 8.
Тепер вулицею Оборонною курсують маршрути № 6, № 10, № 13 і № 15.